# Seleção Brasileira de Futebol Sub-17
A Seleção Brasileira de Futebol Sub-17, também conhecida como Brasil Sub-17, é a seleção brasileira de futebol formada por jogadores com idade inferior a 17 anos.

## Títulos

### Mundiais
- Copa do Mundo: 4 (Egito 1997, Nova Zelândia 1999, Finlândia 2003 e Brasil 2019)

### Continentais
- Sul-Americano: 14 (1988, 1991, 1995, 1997, 1999, 2001, 2005, 2007, 2009, 2011, 2015, 2017, 2023 e 2025)

### Nacionais
- Copa 2 de Julho: 3 (2009, 2010 e 2013)

### Outras conquistas
- Torneio de Montaigu: 2 (1984 e 2022)
- Nike Friendlies: 2 (2014 e 2017)
- Torneio de Suwon: 1 (2015)
- Copa Brics: 2 (2016 e 2018)

### Campanhas destacadas
Mundial
- Vice-campeão: 2 (Equador 1995 e Peru 2005)
- 3º colocado 2 (China 1985 e Índia 2017)

## Elenco atual
A lista a seguir foi convocada para amistosos contra o México em 24 e 27 de junho de 2025.
| Número | Nome             | Posição  | Clube                |
| ------ | ---------------- | -------- | -------------------- |
|        | Kaio de Assis    | Goleiro  | Atlético Mineiro     |
|        | Gabriel Menegon  | Goleiro  | Grêmio               |
|        | João Pedro       | Goleiro  | Santos               |
|        |                  |          |                      |
|        | Angelo Henrique  | Lateral  | São Paulo            |
|        | Arthur Ryan      | Lateral  | Fluminense           |
|        | Denner Alves     | Lateral  | Corinthians          |
|        | Derick Campos    | Lateral  | Palmeiras            |
|        | Vitor Fernandes  | Zagueiro | Atlético Mineiro     |
|        | Vitor Hugo       | Zagueiro | Cruzeiro             |
|        | Kauã Prates      | Zagueiro | Cruzeiro             |
|        | Luccas Ramon     | Zagueiro | Palmeiras            |
|        |                  |          |                      |
|        | Gustavo Gomes    | Meia     | Athletico Paranaense |
|        | Felipe Morais    | Meia     | Cruzeiro             |
|        | Zé Lucas         | Meia     | Sport                |
|        | Luis Felipe      | Meia     | Palmeiras            |
|        | Andrey Fernandes | Meia     | Vasco da Gama        |
|        | Tiago Augusto    | Meia     | Grêmio               |
|        |                  |          |                      |
|        | Ruan Pablo       | Atacante | Bahia                |
|        | Davi Lucas       | Atacante | Red Bull Bragantino  |
|        | Dell             | Atacante | Bahia                |
|        | Raykkonen Soares | Atacante | Internacional        |
|        | Luis Gustavo     | Atacante | Red Bull Bragantino  |
|        | Benjamin Santos  | Atacante | Grêmio               |
|        |                  |          |                      |
|        | Dudu Patetuci    | Técnico  | Brasil               |

## Uniformes

### Uniformes dos jogadores
- Uniforme principal: Camisa amarela , calção azul , e meias brancas
- Uniforme de visitante: Camisa azul, calção branco e meias azuis com detalhes de azul-claro.

| 1º Uniforme | 2º Uniforme |  |

### Uniformes dos goleiros
- Camisa verde, calção e meias verdes;
- Camisa cinza, calção e meias cinzas;
- Camisa preta com detalhes de roxo, calção e meias pretas;

| Cores do Time · Cores do Time · Cores do Time · Cores do Time · Cores do Time | Cores do Time · Cores do Time · Cores do Time · Cores do Time · Cores do Time | Cores do Time · Cores do Time · Cores do Time · Cores do Time · Cores do Time |  |

### Uniformes de treino
- Camisa azul-piscina com detalhes em verde-limão.
- Camisa vermelha com detalhes em azul-piscina.
- Camisa preta com detalhes em verde-limão.

| Jogadores | Goleiros | Comissão Técnica |  |

## Jogadores com passagens pela seleção sub-17
| - Ademilson - Adryan - Alex Teixeira - Anderson - Andrezinho - Arouca | - Ávine - Casemiro - Da silva - Denílson - Diego - Diego Souza | - Fábio - Fábio Silva - Giuliano - Léo Lima - Lucas Piazón - Lulinha | - Marcelo Lomba - Marcelo - Neymar - Philippe Coutinho - Rafael Silva - Renato Augusto | - Thiago Motta - Vinícius Júnior - Wellington Nem - Wellington Silva - Wilson Luiz Seneme (ex-árbitro e ex-zagueiro) |